# 奥尔考
奥尔考，是匈牙利包尔绍德-奥包乌伊-曾普伦州所辖的一个村。总面积9.53平方公里，总人口71，人口密度7.5人/平方公里（2011年1月1日）。